# Thordisa villosa
Thordisa villosa is een slakkensoort uit de familie van de Discodorididae. De wetenschappelijke naam van de soort is voor het eerst geldig gepubliceerd in 1864 door Alder & Hancock.